# Giulio Saraudi
Giulio Saraudi, född 3 juli 1938 i Civitavecchia, död 20 april 2005 i Civitavecchia, var en italiensk boxare.
Saraudi blev olympisk bronsmedaljör i lätt tungvikt i boxning vid sommarspelen 1960 i Rom.